# Ore (Alta Garonna)
Ore è un comune francese di 118 abitanti situato nel dipartimento dell'Alta Garonna nella regione dell'Occitania.

## Società

### Evoluzione demografica
Abitanti censiti